# مالبری (آرکانزاس)
مالبری (آرکانزاس) (به انگلیسی: Mulberry, Arkansas) یک شهر در ایالات متحده آمریکا با جمعیت ۱٬۶۲۷ نفر است که در آرکانزاس واقع شده‌است.

## موقعیت جغرافیایی
موقعیت جغرافیایی شهرها و مناطق اطراف به شرح زیر است: